# Maurea alertae
Maurea alertae es una especie de molusco gasterópodo de la familia Calliostomatidae.

## Distribución geográfica
Se encuentra  en Nueva Zelanda.